# Protraction (numération)
En numération orale, la protraction consiste à énoncer le nombre en se référant non pas au nœud inférieur de la base de numération mais par rapport au nœud supérieur. Cela consiste, par exemple, à désigner 24 sous la forme 4 de la troisième dizaine (en base 10), ou 54 sous la forme 14 de la troisième vingtaine (en base 20).
Cette particularité, rare dans les systèmes d'énonciation des nombres, est étudiée par Karl Minninger (de) dans son étude de 1958,(de) Zahlwort und Ziffer: eine Kulturgeschichte der Zahl, sous le nom d'«Oberzählung». Le terme est traduit en anglais en «overcounting» tandis que Claude Hagège, propose en français celui de «protraction».
On trouve cette pratique dans des langues anciennes comme dans le maya yucatèque où cette construction est systématique : 55, par exemple, s'énonce holhu (tu) y-ox kal (15 -3 - 20 c'est-à-dire 15 de la troisième vingtaine) ou en vieux norrois où 102 hommes s'énonce II menn hins ellifta tigar (soit 2 hommes dans la 11e dizaine). On trouve des traces de cette construction dans des langues actuelles comme dans le
vogoul de Sibérie centrale où 23 se dit 3 vers 30, en aïnou, dans des langues tibétos-birmanes originaires de Nagaland (certains dialectes aos pour les nombres de 16 à 19 ou en angami pour les nombres de 17 à 19 et 27 à 29) et même en finnois où les nombres de 11 à 19 s'énoncent n (de la) seconde (dizaine) - par exemple, 13 s'énonce kolmetoista : 3 de la seconde (dizaine).
Pour Menninger , Cauty et Hoppan , ce système d'énonciation est de type ordinal : on identifie  le nombre par la dizaine, centaine, ou vingtaine dans laquelle il se range. Cela consiste, selon Menninger, à préciser d'abord les unités puis l'emplacement du nombre. Ainsi la date, en vieux norrois, 969 se place dans la 9e année de la 7e dizaine de la 10e centaine (a niunda are hins sjaunda tigar ens tiunda hundrads). 
Un tel système de protraction apparait parfois pour des fractions dans les langues germaniques où 2,5 s'énonce comme la  moitié vers 3, par exemple en néerlandais où est apparu la forme derdehalf,. 
En danois, 50 se dit halvtreds (la moitié de la troisième vingtaine), 70 se dit halvfjerds, et 90 halvfems.
On a également trace d'une telle construction dans le mot «sesterce» ou semis-tertius (moitié du troisième) pour la monnaie romaine valant deux as et demi.
Dans le dzongkha, langue tibéto-birmane, on trouve une trace vivante d'un système de protraction dans la version vicésimale de sa numération  fondée sur ce même usage de la fraction : 35 s'énonce khe ko-da 'ni soit 20 - 3/4 - 2 (au 3/4 de la seconde vingtaine).
Ces formes ont tendance à disparaître au profit d'une énonciation additive.